# サイモン・ムーア
サイモン・ムーア（Simon Moore）は、イギリス出身のプロサッカー選手。コヴェントリー・シティFC所属。ポジションはGK。

## 経歴
2009年8月、トライアルの末ブレントフォードFCに加入した。しかし初デビューは2010年5月にヴォイチェフ・シュチェスニーと交代するまで待つことになった。
2013年7月29日、プレミアリーグに昇格したカーディフ・シティFCに4年契約で移籍した。しかしデヴィッド・マーシャルの牙城を崩せず、監督がオーレ・グンナー・スールシャールに交代すると1月にブリストル・シティFCに期限付き移籍した。
2015-16シーズンはマーシャルが怪我を負ったことで出場機会を得た。
2016年8月、シェフィールド・ユナイテッドFCに移籍した。
2018年7月、シェフィールド・ユナイテッドFCとの契約を3年延長した。
2021年7月3日、コヴェントリー・シティFCにフリー移籍で加入し、3年契約を結んだ。
2024年6月21日、サンダーランドAFCに2年契約で移籍。契約には追加契約のオプションも付随している。